# Пасош Аустралије
Пасош Аустралије је јавна путна исправа која се држављанину Аустралије издаје за путовање и боравак у иностранству, као и за повратак у земљу. Од 1984, пасош се издаје само држављанима Аустралије. За време боравка у иностранству, путна исправа служи њеном имаоцу за доказивање идентитета и као доказ о држављанству Аустралије. Пасош Аустралије се издаје за неограничен број путовања. Држављанима Аустралије је дозвољено поседовање пасоша друге државе, али су у обавези да користе аустралијски при уласку и изласку из земље.

### Страница са идентификационим подацима
- Слику носилац пасоша
- Тип („“ за пасош)
- Код државе (AUS за Аустралију)
- Серијски број пасоша
- Презиме и име носиоца пасоша
- Држављанство (AUSTRALIAN [Аустралијско])
- Датум рођења (ДД. ММ. ГГГГ)
- Пол (M за мушкарце или F за жене)
- Место рођења (Само град рођења је написана, иако је носиоца пасоша рођен ван Аустралије)
- Датум издавања (ДД. ММ. ГГГГ)
- Потпис носиоца пасоша
- Датум истека (ДД. ММ. ГГГГ)
- Орган издавања (AUSTRALIA ако је пасош издат у Аустралији, или име дипломатске мисије ако су издате у иностранству — нпр. DUBLIN)

### Језици
Пасош је исписан на енглеском. Француски превод налази се на страна података носиоца пасоша, као и на стране опсервације, чип центар и стране белешке.

## Типови пасоша
- Стандардни пасош (Црни омот) — Издаје се свим грађанима Аустралије. Садржи 32 стране и важе 10 године за пунолетне особе, односно 5 године за лице млађе од 18 година.
  - Пасош честих путника — Издаје се лицима које често путују, као што су пословни људи, и садрже 64 стране. Цена ових пасоша износе мало више од стандардне пасоше са 32 стране.
  - Сениорски пасош — Издаје се особама старије од 75 година. Трају 5 године, садрже 32 стране и коштају око пола цена мање од стандардних пасоша.
  - Сениорски често путника пасоша — Издаје се лицима старије од 75 година. Садрже 64 стране.
- Дипломатски пасош (Црвени омот) — Издаје се Аустралијским дипломатама, високог ранга скупштинске службеницима и дипломатским куририма. Садрже 32 стране.
- Службени пасош (Сиво-зелено омот) — Издаје се лицима коју представљају Влада Аустралије на званичним путовање. Садрже 32 стране.